# Montserrat Galera i Monegal
Montserrat Galera i Monegal (Sevilla, Andalusia, 1936) és una arxivera i bibliotecària espanyola que ha exercit professionalment a Catalunya.

## Biografia i trajectòria professional
El 1956 va obtenir el títol de bibliotecària i el 1983 es va llicenciar en filologia catalana. El 1987 es diplomà en Biblioteconomia i documentació. Des de 1990 pertany al cos d'arxivers de la Generalitat de Catalunya. Exercí a la biblioteca de la Universitat de Barcelona entre 1970 i 1986, a la secció de geografia i com a cap del servei d'informació bibliogràfica de la biblioteca general. Des del 1986 fins a la seva jubilació ha estat cap de la Cartoteca de Catalunya. També ha exercit com a professora de tercer cicle del departament de geografia humana de la Universitat Autònoma de Barcelona i del mestratge d'arxivística. S'ha interessat per la cartografia històrica: Atlas de Barcelona. Siglos XVI-XX (1982), en col·laboració; Bibliografía geográfica de la ciudad de Barcelona (1973-1978), i per la carteconomia, tema sobre el qual ha publicat diversos treballs. Montserrat Galera és sòcia honorària de la Societat Catalana de Geografia i pertany al conseller editorial de la revista Treballs de la Societat Catalana de Geografia. El 2008 va formar part del Consell Científic del Segon Congrés Català de Geografia.

## Publicacions[3]
- "Estudi raonat de les fonts documentals de l'Atles català de 1375. Des del seu inici fins a l'actualitat" (2015)
- "Biobibliografia raonada de Marc-Aureli Vila i Comaposada" (2002)
- "Albert Barella i Miró. In memoriam" (2001)
- "La cartografia de les ciutats catalanes: 1563-1800" (1992)
- "L'evolució de la cartografia de Catalunya durant els segles XVII i XVIII" (1991)
- "L'aportació de Lluís Solé Sabarís en el camp de la bibliografia i la cartografia" (1985)
- "Barcelona vista pels viatgers del segle XVIII" (1982)
- "Bibliografia de Pau Vila" (1975)